# Дімітр Яранов
Дімітр Атанасов Яранов (болг. Димитър Атанасов Яранов; 21 жовтня 1909, Салоніки — 14 серпня 1962, Софія) — болгарський географ і геолог.

## Біографія
Народився 21 жовтня 1909 року у місті Салоніки (тоді Османська імперія, тепер Греція). Син Атанаса Яранова-старшого, економіста. Закінчив Софійський університет за спеціальністю «географія», проходив стажування в Берлінському університеті імени Гумбольдта, де захистив докторську дисертацію; викладав фізичну географію в Софійському університеті й отримав звання професора. Також читав лекції в паризькому університеті Сорбонна, в Скоп'є і Берлінському університеті Гумбольдта. Учасник серії експедицій в Західну Африку, Сахару, Середземномор'я, Малу Азію та інші землі.
Яранов займався вивченням болгарських водосховищ Іскир, Кирджалі, Пасарел, Белмекен-Сестримо та інших. Працював у системах геологічного дослідження, керував відділом тектоніки в Науково-дослідному геологічному інституті Болгарії при Головному управлінні з геологічних та гірських досліджень. Публікувався неодноразово в журналі «Македонски преглед», з 1938 року був секретарем Македонського наукового інституту. В 1940 році після створення Болгарських акційних комітетів у Вардарській Македонії геолог Дімітр Яранов та економіст Нікола Стоянов зустрілися з головою Ради міністрів Богданом Філовим, з яким обговорювали розвиток подій в разі участі Югославії у Другій світовій війні і подальшої поразки.
У 1942 році Яранова знову обрано секретарем Македонського наукового інституту, а також призначено керівником болгарського представництва в грецьких Салоніках для збору й узагальнення етнодемографічних статистичних даних по регіону. З 1942 по 1944 роки він також був культурним атташе в Берліні. Після перевороту 9 вересня 1944 року звільнений з Софійского університету за звинуваченням у співпраці з німецькими та болгарськими фашистами. В 1946 році Македонський науковий інститут опублікував масштабне дослідження «Македонія як природне й економічне ціле» (болг. Македония като природно и стопанско цяло), автором якого з високою ймовірністю був Яранов (на думку Георгія Даскалова й Александра Гребенарова, Яранов не представився з політичних міркувань). У дослідженні не згадано нічого про болгарське населення чи македонських болгарах (подібні згадки могли погано вплинути на відносини Болгарії та Югославії).
Дімітр Яранов помер 14 серпня 1962 року в Софії.
Його син, Атанас Яранов-молодший, став художником.